# بیور کرسینگ (نبراسکا)
بیور کرسینگ(به انگلیسی: Beaver Crossing) شهری در ایالت نبراسکا کشور ایالات متحده آمریکا است که جمعیت آن در سرشماری سال ۲۰۱۰ میلادی، ۴۰۳ نفر بوده‌است.